# Heimatschein

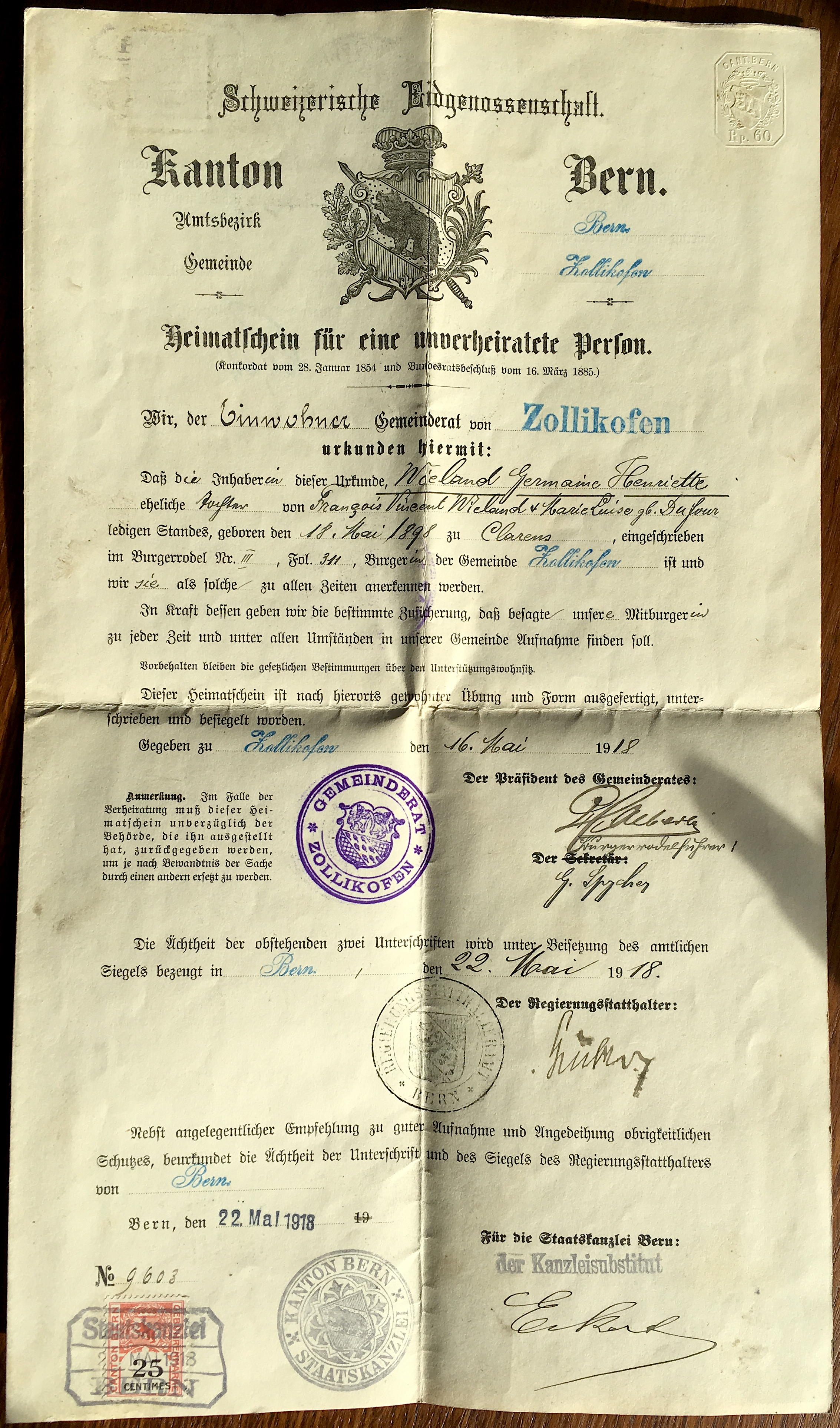
Heimatschein der Gemeinde Zollikofen im Kanton Bern, 1918

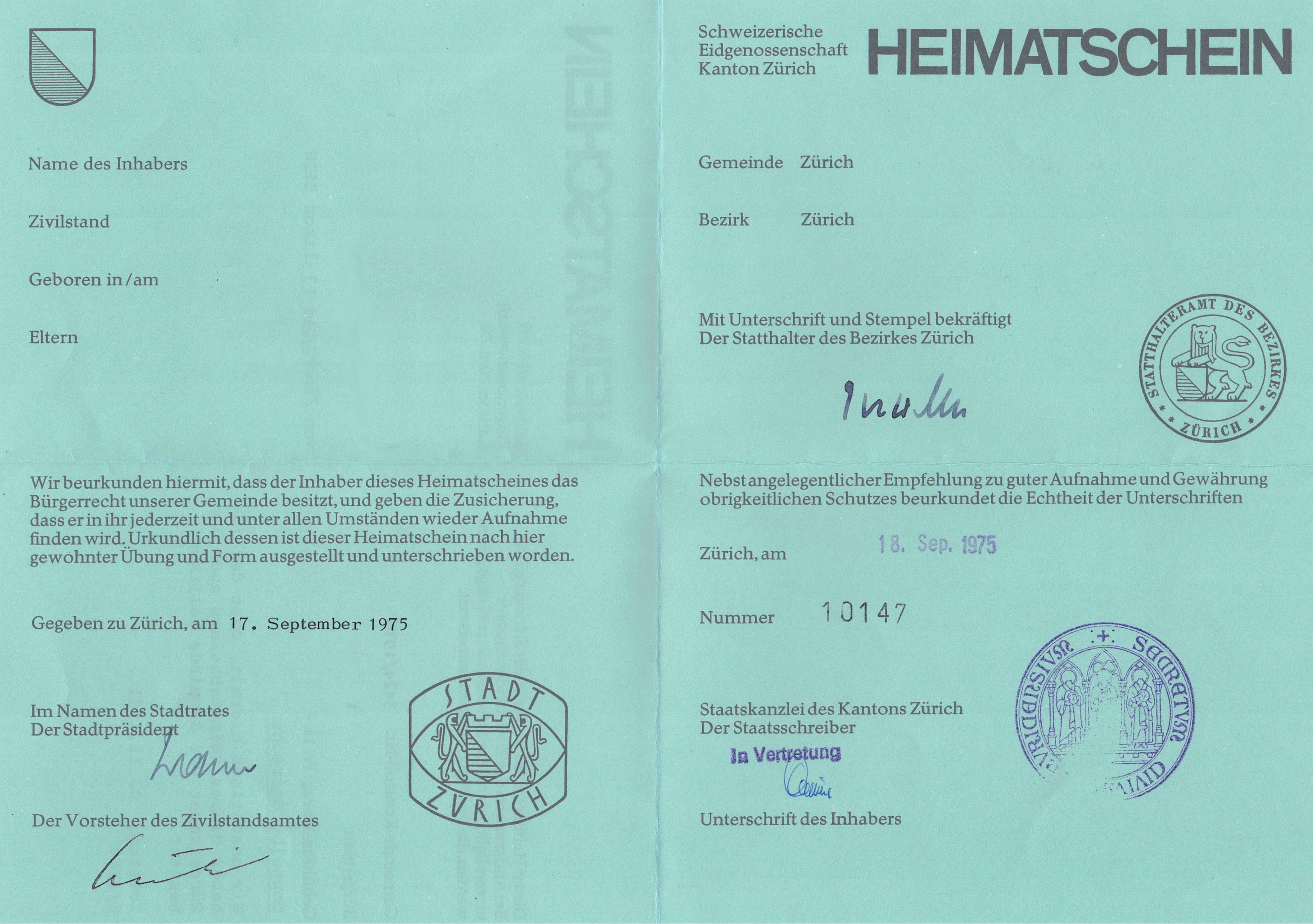
Heimatschein der Stadt Zürich, 1975

Der Heimatschein (Schweiz) ist der Bürgerrechtsausweis der Schweizer im Inland. Sein Inhalt wird durch den Heimatausweis belegt. 
Der Heimatschein (Liechtenstein) dient zum Nachweis der liechtensteinischen Staatsbürgerschaft.
Auch in anderen Ländern gab es Heimatscheine.

## Schweiz

### Verwendung
Das Zivilstandsamt der Heimatgemeinde (Heimatort) führt ein Register der Gemeindebürger und stellt Heimatscheine an Privatpersonen aus. Jede Person, die sich in einer Gemeinde neu niederlässt, muss ihren Heimatschein bei der Einwohnerkontrolle hinterlegen. Die Hinterlegung wird von der Gemeinde durch eine Meldebestätigung bestätigt.
Der Heimatschein ist unbefristet gültig, es sei denn, die Personalien des (Heimatschein-)Inhabers ändern sich. Auf dem Heimatschein sind folgende Informationen ersichtlich: Name, Vorname, Geschlecht, Geburtsdatum, Geburtsort, Vater, Mutter, Heimatort und Zivilstand.

### Heimatausweis
Personen, die zeitweise in einer anderen Gemeinde wohnen als in ihrer Wohngemeinde, z. B. Wochenaufenthalter, müssen dies ihrer Wohngemeinde bekanntgeben. Dazu melden sie sich bei deren Einwohnerkontrolle an und geben einen hierzu ausgestellten Heimatausweis ab. Die Heimatausweise werden von der Einwohnerkontrolle derjenigen Gemeinde ausgestellt, bei der der Heimatschein hinterlegt ist.
Auf dem Heimatausweis sind genannt: Adresse, zu der er gültig ist, Name, Vorname, Geschlecht, Geburtsdatum, Geburtsort, Vater, Mutter, Heimatort, Zivilstand, Konfession und Beruf, Ausstell- und Verfalldatum.
In der französischsprachigen Schweiz heisst der Heimatausweis «acte d'origine».
Einige Gemeinden verlangen für die Ausstellung des Heimatausweises eine Gebühr von bis zu 140 Franken.

## Liechtenstein
Der Heimatschein ist der Bürgerrechtsausweis des liechtensteinischen Landesbürgers zum Nachweis der liechtensteinischen Staatsbürgerschaft gegenüber ausländischen Behörden.
Liechtensteinische Gemeinden können liechtensteinischen Landesbürgern, die Bürger anderer liechtensteinischer Gemeinden sind, die Hinterlegung eines Heimatscheines vorschreiben.

## Andere Länder
- In Österreich gab es den Heimatschein bis zum Anschluss Österreichs im März 1938 (→ Österreichische Staatsbürgerschaft#Rechtshistorische Entwicklung).[10]
- Im Gebiet des heutigen Hessen wurden im 19. Jahrhundert und auch noch bis 1966/67 Heimatscheine ausgestellt. Sie bescheinigten den Heimatrechtsstatus.[11][12][13][14]